# Bolo

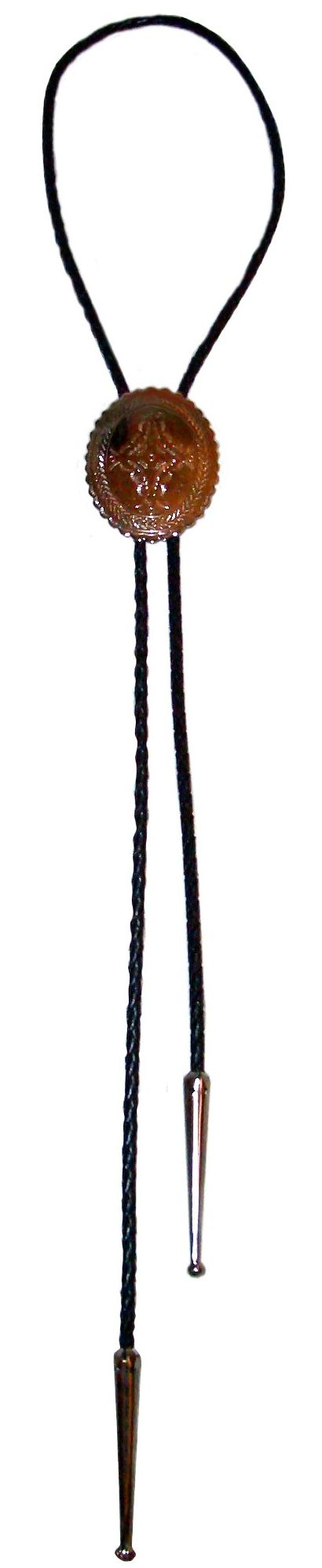
Bolo.

Bolo (nebo také bola tie) je typ kravaty, která se skládá ze šňůrky sepnuté ozdobnou přezkou. Bolo pochází od severoamerických pionýrů a vzniklo mezi lety 1866 a 1886. První bola vyráběl v roce 1949 Vic Cedarstaff ve městě Wickenburg v Arizoně. Později si je nechal patentovat.
Ve Velké Británii je bolo známé jako šňůrková kravata (bootlace tie) a bylo tam populární v padesátých letech 20. století mezi takzvanými teddy boys.
Ve Spojených státech je většinou spojováno s tradičním kovbojským oblekem a je většinou spjato s západní oblastí USA. Bolo bylo v roce 1971 určeno jako oficiální kravata v Arizoně a v roce 1987 jej i Nové Mexiko ustanovilo jako státní úřední kravatu.

## Bolo také nosili
- Gene Roddenberry
- Isaac Asimov
- Colonel Reb
- Abraham Simpson (kreslená postavička)
- George Balanchine
- Ben Nighthorse Campbell
- Brian Schweitzer
- Mayor (The Nightmare Before Christmas) - Ukradené Vánoce (Tim Burton)
- Mirek Hoffmann
- Erwin Smith
- Nile Dok
- Vincent Vega (John Travolta - Pulp Fiction)